# 普拉達 馬爾法
普拉達 馬爾法（英語：Prada Marfa）是藝術家艾默格林與德拉塞特的永久雕塑、裝置藝術，位於美國德克薩斯州瓦倫泰因鎮西北部2.3公里，緊靠90號州際公路，距最近的城市（馬爾法）西北約42公里，是以獨立建築形式存在的裝置。特色是整個建築為一家普拉達（Prada）的店鋪，於2005年10月1日開幕。藝術家將作品描述為「流行建築土地藝術項目」（pop architectural land art project）。
該裝置是在美國建築師隆納·瑞爾和 Virginia San Fratello 的幫助下實現的，建築成本為12萬美元。最初的意圖是不對建築物進行任何維修，讓它逐漸降解入周圍環境中。但在破壞者對外觀進行塗鴉並偷走裡面的普拉達精品之後，在雕塑完成的那天晚上，該計劃進行修改。

## 雕塑
設計為一家普拉達的商店，該建築由土坯、灰泥，塗料、玻璃面板、鋁框、中密度纖維板和地毯組成。裝置的門不能開。結構的前部有兩個大落地窗，展示了普拉達的實際設計的鞋子和手提包，且由繆西亞·普拉達挑選並提供，來自2005年的秋冬系列；普拉達允許艾默格林與德拉塞特將普拉達商標用於這項藝術工程。他們最初曾想將雕塑放置在其他地方，並且對「普拉達 內華達」（Prada Nevada）感興趣，但未能在該州獲得支持。然後，他們得到了紐約藝術生產基金的幫助，將藝術家與德克薩斯州馬爾法市當代藝術和文化中心的馬爾法舞廳聯和起來。然後將裝置放置在德克薩斯州瓦倫泰因鎮附近馬爾法西北的位置，當地藝術家博伊德·埃爾德擔任該裝置的看管人。

## 故意破壞
普拉達 馬爾法正式開放的那晚，建築物被打碎，裡面的東西（6個手提包和14個右腳鞋子）被盜，建築物牆壁上噴塗了“Dumb”和“Dum Dum”（啞巴）字樣。之後雕塑被迅速修復。修復過程中隱藏了一個安全系統，以在雕塑被破壞時發出警報。雕塑隨後受到了當地和國際媒體的廣泛報導。
2014年3月，故意破壞者將建築物漆成淺藍色，還在遮雨篷上懸掛了Toms鞋的假徽標，並在門上張貼了政治宣言。馬爾法舞廳隨後發表聲明，譴責故意破壞公物，並承諾恢復該場地。德克薩斯州的一位藝術家，32歲的喬·馬格納諾使用筆名9271977隨後被捕並受到審判。瑪格納諾對兩項輕刑事罪行作惡表示認罪，並同意向馬爾法舞廳支付10,700美元的賠償金和1,000美元的罰款。